# 廈英大辭典
《廈英大辭典》（白話字：Ē-eng Toā-sû-tián）為一部清末1873年发行的大型全面權威性之閩南語－英語對譯詞典，由蘇格蘭長老會傳教士杜嘉德編撰。

## 内容沿革
該書為第一部大型閩南語詞條、英語解釋的詞典。出版於1873年，全書用羅馬字標音，本無漢字，1923年出版了巴克禮的《厦英大辞典增补》，增加了新詞和條目漢字。 該辭典全面記載了廈門話、泉州話、漳州話、同安話。

## 外部連結
- 廈英大辭典電子檔下載 (Archive.org)
- 閩客語典藏 （页面存档备份，存于）